# Juan José Gallego Pérez
Juan José Gallego Pérez (3 de marzo de 1903-?) fue un militar español.

## Biografía
Nacido en Somontín (Almería) en 1903, realizó la carrera militar en el cuerpo de Ingenieros, alcanzando el grado de teniente coronel. Perteneció a la masonería, en la que ingresó en 1933 en la logia "Constancia" de Ceuta, donde adoptó el nombre simbólico de Platón.
Durante el periodo de la Segunda República se afilió a la Unión Militar Republicana Antifascista (UMRA). En julio de 1936, cuando se produjo el estallido de la Guerra civil, ostentaba el rango de sargento de ingenieros y estaba destinado en el 2.º Regimiento de Ferrocarriles, en Leganés. Se mantuvo fiel a la República y acabaría integrándose en el nuevo Ejército Popular de la República. Durante la contienda llegó a alcanzar el grado de teniente coronel. Mandó uno de los batallones de la 2.ª Brigada Mixta, y en la primavera de 1937 fue nombrado jefe de la brigada tras el fallecimiento en combate de su anterior comandante, Jesús Martínez de Aragón. En diciembre de 1937 pasó a mandar la 69.ª División. Ascendió al rango de teniente coronel en mayo de 1938.
En marzo de 1939 el coronel Casado lo nombró comandante del I Cuerpo de Ejército, en sustitución del fusilado coronel Luis Barceló.
Al final de la contienda fue capturado por los franquistas, quienes le juzgaron y le condenaron a 20 años de reclusión. No obstante, gracias a los avales de otros militares, en 1944 consiguió salir de prisión en libertad vigilada.